# Faramea riedeliana
Faramea riedeliana är en måreväxtart som beskrevs av Johannes Müller Argoviensis. Faramea riedeliana ingår i släktet Faramea och familjen måreväxter. Inga underarter finns listade i Catalogue of Life.